# 川部修詩
川部 修詩（かわべ しゅうじ、1922年4月17日 - 2006年4月3日）は、日本の俳優、脚本家、映画評論家、雑誌編集者である。旧芸名川部 守一（かわべ しゅいち）。筆名の秋田 謙三（あきた けんぞう）では、テレビ台本の執筆、記録映画の製作を行う。日本映画ペンクラブ会員。麹町区第22代区長の川部爽介は実父である。

## 人物・来歴

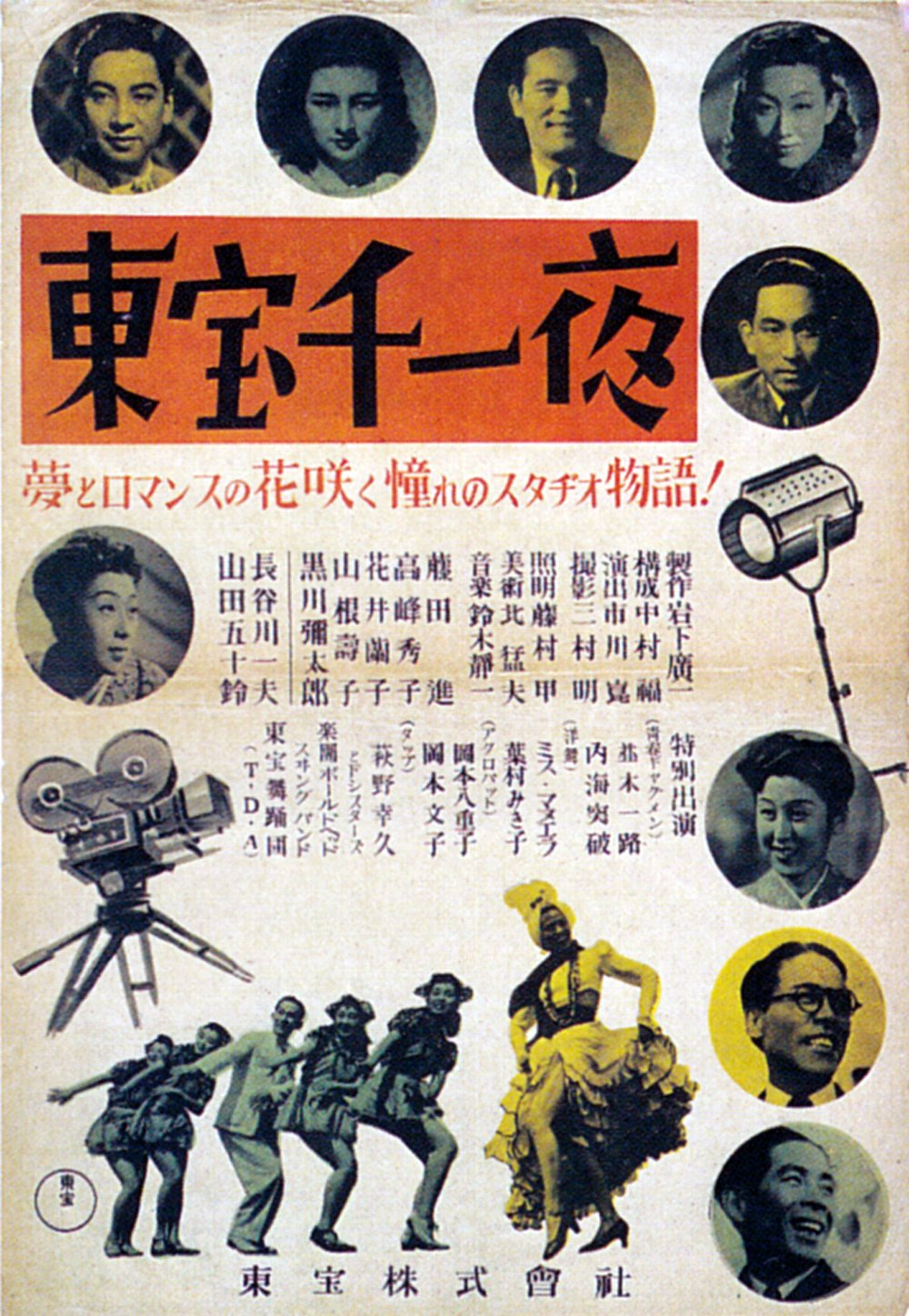
新東宝創成期の『東宝千一夜』（1947年）に出演した。

### 東宝から新東宝へ
1922年（大正11年）4月17日、東京府豊多摩郡渋谷町（現在の東京都渋谷区）に生まれる。父の爽介は旧天童藩士で、川部が満3歳であった1925年（大正14年）8月に東京府東京市麹町区（現在の東京都千代田区）の区長に就任し、川部が満7歳を目前にし尋常小学校就学直前であった1929年（昭和4年）3月まで同職を務めた。また中央大学前身の東京法学院を卒業していたため、同大学の学員会評議員を務めた。
江古田校舎に移転後の日本大学法文学部芸術学科映画美学専攻（現日本大学藝術学部映画学科）に進学したが、第二次世界大戦の戦局押し迫った1943年（昭和18年）12月1日に応召、陸軍東部第73部隊に入隊した。同学の学籍については、学徒出陣のため翌1944年（昭和19年）12月、同学を繰上卒業した。戦時中は無線暗号に従事したが、1945年（昭和20年）8月15日の終戦とともに復員した。
戦後は、終戦の年の10月、東宝に入社して俳優になる。1946年（昭和21年）、阿部豊が監督した島崎藤村の同名小説の映画化『破戒』に川部 守一の名で出演、教員の「青瓶箪」役を演じた記録があるが、同年3月に第1次、同年10月に第2次の東宝争議が起きたため、同作の公開は見送られた。第2次争議の最中である同年11月、大河内伝次郎ら組合員俳優が「十人の旗の会」を組織、これに賛同する斎藤寅次郎、渡辺邦男、市川崑らスタッフを含めた組合員約400名が日映演東宝支部を脱退、第二撮影所を拠点に映画製作を開始、1947年（昭和22年）3月に「株式会社新東宝映画製作所」（のちの新東宝）として東宝から分離する。川部はこれに参加、東宝作品のアーカイヴ・フッテージを「十人の旗の会」メンバーを中心に、市川崑が「中村福」の偽名で再編集した『東宝千一夜』に「助監督」役で出演、同作は同年2月25日に東宝が配給して公開された。満25歳になる同年、川部は結婚した。
同社は、1948年（昭和23年）4月25日に「株式会社新東宝」として正式に独立、社長に佐生正三郎が就任、東宝側は争議が収束して自主製作を再開したため、新東宝は1949年（昭和24年）、自主配給を開始する。川部は同年11月8日に公開された、大河内伝次郎主演、清水宏監督による『小原庄助さん』で飯田蝶子演じる「おせき」の息子の「幸一」を演じた。1950年代初め、『キネマ旬報』の「新人論壇」に投稿を開始、それが掲載されたため、同社から仕事を干されたという。そのため端役が続き、1956年（昭和31年）4月18日に公開された『ノイローゼ兄さんガッチリ娘』（監督倉田文人）を期に川部 修詩と改称する。それでも川部は執筆活動をやめず、1957年（昭和32年）5月以降、『キネマ旬報』に川部の作品批評が掲載されている。
宇津井健主演の『スーパージャイアンツ』シリーズには全作に出演しており、1958年（昭和33年）4月28日に公開された『スーパー・ジャイアンツ 宇宙怪人出現』（監督三輪彰）では「一本足の男」役、1959年（昭和34年）4月24日に公開された『続スーパー・ジャイアンツ 毒蛾王国』（監督赤坂長義）では「毒殺魔」役を演じた。

### テレビ映画と記録映画の時代
1960年（昭和35年）12月1日の大蔵貢退陣を経て、翌1961年（昭和36年）8月の新東宝の倒産まで、同社に所属して出演を継続したが、これを機にフリーランスになる。宣弘社プロダクションが製作し、同年7月25日に放映された『恐怖のミイラ』第4話『墓地の怪人』を皮切りに、同社の『隠密剣士』（1962年）、東映テレビプロダクションの『特別機動捜査隊』（1963年）といった多くのテレビ映画への出演を開始する。
元新東宝社長の大蔵貢が大蔵映画で成人映画を中心とした劇場用映画の製作・配給業務を開始すると、同社が1962年（昭和37年）5月1日に配給・公開した『不完全結婚』（監督木元健太・小林悟）に出演、1964年（昭和39年）には、元新東宝の小森白が設立した小森プロダクション（東京興映）が製作し、新東宝の旧関西支社が独立した新東宝興業（現在の新東宝映画）が配給した成人映画『0歳の女』に可能かづ子とともに主演、同社では『青い乳房の埋葬』（1964年）、『渇いた唇』（1964年）、『女ざかり』（1965年）に出演、翌1965年（昭和40年）5月に公開された『艶説四谷怪談』（監督藤田潤八、製作東京放映）には、左京未知子とともに主演した。『日本映画発達史』の田中純一郎は、同書のなかで黎明期の成人映画界のおもな出演者として、扇町京子、橘桂子、城山路子（光岡早苗と同一人物）、内田高子、香取環、新高恵子、松井康子、西朱実、朝日陽子、火鳥こずえ、華村明子、森美沙、湯川美沙、光岡早苗、路加奈子、有川二郎、里見孝二、佐伯秀男とともに川部の名を挙げている。しかしながら、1966年（昭和41年）1月に公開された『番頭お色け日記』（監督藤田尚、配給ヒロキ映画）を最後に独立系成人映画に出演した記録は見当たらず、まさに黎明期にのみ活躍した人物であった。
俳優としてのテレビ映画出演に並行し、秋田 謙三の名でテレビ台本の執筆、記録映画・文化映画の製作・演出を行った。岩手県の平泉をテーマにした短篇映画『まぼろしの都 平泉』を1968年（昭和43年）11月に完成、翌1969年（昭和44年）に発表している。

### 雑誌編集と大河ドラマの時代
1970年（昭和45年）に入ると、『特別機動捜査隊』や『江戸川乱歩シリーズ 明智小五郎』といったテレビ映画へのゲスト出演をしていたが、同年、出版社サンデーアートに入社、航空貨物専門誌『ワールド・エアー・カーゴ』の編集者になる。しばらく俳優業を控えていたが、1973年（昭和48年）5月12日に公開された『さえてるやつら』（監督吉松安弘、配給東宝）に出演、3年ぶりに俳優業に復帰、以降、ふたたび『特別機動捜査隊』を中心に俳優業も兼業した。1977年（昭和52年）に放送された大河ドラマ『花神』（原作司馬遼太郎）に「鷹司政通」役に起用され、以降、『おんな太閤記』（1981年）では「増田長盛」役、『徳川家康』（1983年）では堺の豪商「今井宗久」役をはじめ、NHKの大河ドラマに出演することになる。1978年（昭和53年）には、田宮二郎の遺作になるテレビドラマ『白い巨塔』に「浪速大学医学部付属病院長」の「則内教授」役でセミレギュラー出演した。
1979年（昭和54年）10月23日に発行された『日本映画俳優全集・男優編』によれば、同年当時は『ワールド・エアー・カーゴ』編集長である。1981年（昭和56年）には、日本映画ペンクラブ会員になり、映画評論家としての活動を強化した。1983年（昭和58年）8月には、最初の著書として中川信夫の研究所『B級巨匠論 中川信夫研究』を上梓する。同書については、瀬川昌治もその著書『乾杯!ごきげん映画人生』でたびたび引用し、高く評価している。
1980年代後半に始まる、フジテレビジョンのいわゆる「トレンディドラマ」、いわゆる「月9」にも、ゲストであるが多く顔を出すようになる。1970年代から、世田谷区桜新町に居を構えていた。川部が編集長を務めた『ワールド・エアー・カーゴ』は1991年（平成3年）9月に発行した通巻294号を最後に廃刊したが、当時まで川部が編集を行っていたかどうかはわからない。同年1月に発行された『100万人の映画ファンが選んだ名画パラダイス365日』では、「川部修詩（映画評論家・67歳）」として、『狂恋の女師匠』（監督溝口健二、1926年）、『東海道四谷怪談』（監督中川信夫、1959年）、『異人たちとの夏』（監督大林宣彦、1988年）、『雨月物語』（監督溝口健二、1953年）、『怪談累が淵』（監督中川信夫、1957年）、『亡霊怪猫屋敷』（監督中川信夫、1958年）、『都会の怪異七時三分』（監督木村荘十二、1935年）等を「怪談映画ベスト」に挙げた。
2006年（平成18年）4月3日、死去した。満83歳没。

## フィルモグラフィ
特筆以外はすべて「川部修詩」名義、「出演」である。東京国立近代美術館フィルムセンター（NFC）等の所蔵状況についても記す。

### 1940年代
- 『破戒』 : 製作筈見恒夫、監督阿部豊、原作島崎藤村、脚本久板栄二郎、主演池部良、製作・配給東宝、1946年製作・未公開 - 「川部守一」名義で出演・「青瓶箪(教員)」役
- 『東宝千一夜』 : 構成（監督）中村福、撮影三村明、主演山根寿子、製作新東宝映画製作所、配給東宝、1947年2月25日公開 - 「川部守一」名義で出演・「助監督」役
- 『愛よ星と共に』 : 製作青柳信雄、監督阿部豊、脚本八田尚之、主演高峰秀子、製作新東宝映画製作所、配給東宝、1947年9月24日公開 - 「川部守一」名義で出演・「北島明夫」役

- 『花ひらく』 : 製作阿部豊、監督市川崑、原作野上弥生子、脚本八住利雄、主演高峰秀子、製作新東宝映画製作所、配給東宝、1948年4月13日公開 - 「川部守一」名義で出演・「重役」役、85分の上映用プリントをNFCが所蔵[7]
- 『富士山頂』 : 製作筈見恒夫、監督佐伯清、原作橋本英吉、脚本八田尚之、主演藤田進、製作新東宝、配給東宝、1948年6月23日公開 - 「川部守一」名義で出演・「息子五郎」役
- 『望みなきに非ず』 : 製作藤本真澄、監督佐伯清、原作石川達三、脚本八木隆一郎、主演小杉勇、製作新東宝・渡辺プロダクション、配給東宝、1949年4月18日公開 - 「川部守一」名義で出演・「坂本(友人坂本)」役、93分の上映用プリントをNFCが所蔵[7]
- 『流星』 : 製作青柳信雄、監督阿部豊、原作富田常雄、脚本館岡謙之助・阿部豊、主演山口淑子、製作・配給新東宝、1949年5月3日公開 - 「川部守一」名義で出演、82分の上映用プリントをNFCが所蔵[7]
- 『小原庄助さん』 : 製作岸松雄、監督清水宏、脚本清水宏・岸松雄、主演大河内伝次郎、製作新東宝、配給東宝、1949年11月8日公開 - 「川部守一」名義で出演・「伜幸一」役、91分の上映用プリントをNFCが所蔵[7]
- 『帰國 (ダモイ)』 : 製作佐藤一郎、監督佐藤武、監修渡辺邦男、脚本岸松雄、主演井上正夫、製作新東宝、配給東宝、1949年11月22日公開 - 「川部守一」名義で出演、90分の上映用プリントをNFCが所蔵[7]

### 1950年代
- 『東京のヒロイン』 : 製作野口久光、監督島耕二、脚本長谷川公之、主演轟夕起子、製作・配給新東宝、1950年10月29日公開 - 「川部守一」名義で出演、94分の上映用プリントをNFCが所蔵[7]
- 『高原の駅よさようなら』 : 監督中川信夫、原案佐伯孝夫、脚本山下与志一、主演水島道太郎、製作・配給新東宝、1951年10月5日公開 - 「川部守一」名義で出演、71分の上映用プリントをNFCが所蔵[7]
- 『恋の應援團長』（『恋の応援団長』） : 監督・脚本井上梅次、主演伊豆肇、製作・配給新東宝、1952年6月19日公開 - 「川部守一」名義で出演、85分の上映用プリントをNFCが所蔵[7]
- 『サラリーマン喧嘩三代記』 : 監督井上梅次、原作佐々木邦、脚本井上梅次・井手雅人、主演藤田進、製作・配給新東宝、1952年12月4日公開 - 「川部守一」名義で出演・「學生」役、87分の上映用プリントをNFCが所蔵[7]

- 『アジャパー天国』 : 監督斎藤寅次郎、原作サトウハチロー、脚本八住利雄、主演花菱アチャコ・伴淳三郎、製作・配給新東宝、1953年4月15日公開 - 「川部守一」名義で出演、84分の上映用プリントをNFCが所蔵[7]
- 『戦艦大和』 : 監督阿部豊、原作吉田満、脚本八住利雄、主演高田稔、製作・配給新東宝、1953年6月15日公開 - 「川部守一」名義で出演・「岡見少尉」役、101分の上映用プリントをNFCが所蔵[7]
- 『明日はどっちだ』（あしたはどっちだ） : 監督長谷部慶治、演出補導五所平之助、原作永井龍男、脚本長谷川公之、主演舟橋元、製作エイトプロ、配給新東宝、1953年7月28日公開 - 「川部守一」名義で出演、96分の上映用プリントをNFCが所蔵[7]
- 『わが恋はリラの木蔭に』（『わが恋のリラの木陰に』） : 監督・脚本井上梅次、原作中山正男、主演中山昭二、製作・配給新東宝、1953年9月30日公開 - 「川部守一」名義で出演・「バレー団員岸」役、96分の上映用プリントをNFCが所蔵[7]
- 『霧の第三桟橋』 : 監督内川清一郎、脚本井手雅人、主演三浦光子、製作・配給新東宝、1953年10月21日公開 - 「川部守一」名義で出演・「新聞記者」役

- 『叛乱』 : 監督佐分利信、応援監督阿部豊、原作立野信之、脚本菊島隆三、主演藤田進、製作・配給新東宝、1954年1月8日公開 - 「川部守一」名義で出演、115分の上映用プリントをNFCが所蔵[7]
- 『若き日の啄木 雲は天才である』 : 監督中川信夫、脚本館岡謙之助、主演岡田英次、製作・配給新東宝、1954年5月25日公開 - 「川部守一」名義で出演・「斎藤記者」役
- 『潜水艦ろ号 未だ浮上せず』 : 監督野村浩将、原案高橋一朗、脚本新井一・野村浩将、主演藤田進、製作・配給新東宝、1954年7月13日公開 - 「川部守一」名義で出演、82分の上映用プリントをNFCが所蔵[7]
- 『鶴亀先生』 : 製作・監督青柳信雄、原作源氏鶏太、脚本木村英一、主演上原謙、製作・配給新東宝、1954年7月20日公開 - 「川部守一」名義で出演・「毛利さん」役
- 『恐怖のカービン銃』 : 監督田口哲、脚本浅野辰雄、主演天知茂、製作蟻プロダクション、配給新東宝、1954年8月3日公開 - 「川部守一」名義で出演・「捜査課長」役（「新聞記者」役[9]）、45分の上映用プリントをNFCが所蔵[7]
- 『悲恋まむろ川』 : 監督萩原章、脚本村山俊郎、主演大谷友右衛門、製作・配給新東宝、1954年10月5日公開 - 「川部守一」名義で出演・「半次」役

- 『明治一代女』 : 製作星野和平、監督伊藤大輔、原作川口松太郎、脚本成澤昌茂・伊藤大輔、主演木暮実千代、製作・配給新東宝、1955年1月22日公開 - 「川部守一」名義で出演、111分の上映用プリントをNFCが所蔵[7]
- 『長脇差大名』 : 監督加戸野五郎、脚本松浦健郎・神戸浩、主演黒川弥太郎、製作・配給新東宝、1955年3月8日公開 - 「川部守一」名義で出演・「近習石井」役
- 『母の曲』 : 監督小石栄一、原作吉屋信子、脚本笠原良三、主演三益愛子、製作・配給新東宝、1955年5月15日公開 - 「川部守一」名義で出演、98分の上映用プリントをNFCが所蔵[7]
- 『たそがれ酒場』 : 監督内田吐夢、脚本灘千造、主演津島惠子、製作・配給新東宝、1955年6月19日公開 - 「川部守一」名義で出演、94分の上映用プリントをNFCが所蔵[7]
- 『森繁のペテン王 わが名はペテン師より』（『わが名はペテン師』） : 監督渡辺邦男、原作キノトール・小野田勇、脚本須崎勝彌、主演森繁久彌、製作・配給新東宝、1955年8月14日公開 - 「川部守一」名義で出演、91分の上映用プリントをNFCが所蔵[7]

- 『ノイローゼ兄さんガッチリ娘』 : 監督倉田文人、原作中原宏、脚本内田弘三、助監督三輪彰、主演江畑絢子、製作・配給新東宝、1956年4月18日公開 - 出演・「司法主任」役
- 『銀蛇の岩屋』 : 監督加戸野五郎、原作高垣眸、脚本内田弘三、主演若山富三郎、製作・配給新東宝、1956年5月24日公開 - 出演・「土蜘蛛族の隊長稲刈」役
- 『続銀蛇の岩屋 完結篇』 : 監督加戸野五郎、原作高垣眸、脚本内田弘三、主演若山富三郎、製作・配給新東宝、1956年5月29日公開 - 出演・「土蜘蛛族の隊長稲刈」役
- 『大学の剣豪 京洛の暴れん坊』 : 監督佐伯幸三、脚本川内康範・金城三平、主演高島忠夫、製作・配給新東宝、1956年6月6日公開 - 出演・「刑事B」役
- 『女真珠王の復讐』 : 監督志村敏夫、脚本相良準・松本功、助監督土屋啓之助、主演前田通子、製作・配給新東宝、1956年7月5日公開 - 出演・「船ボーイ」役

- 『海の三等兵』 : 監督志村敏夫、原作日吉太郎、脚本中田竜雄・坂倉栄一、助監督瀬川昌治、主演宇津井健、製作・配給新東宝、1957年1月13日公開 - 出演・「士官D」役
- 『角帽と女子大三人娘』 : 監督・脚本赤坂長義、主演高島忠夫、製作・配給新東宝、1957年2月5日公開（映倫番号 10041） - 出演・「太田吾作」役
- 『姫君剣法 謎の紫頭巾』（『姫君行状記 謎の紫頭巾』） : 監督毛利正樹、原作浜田裕輔、脚本内田弘三、助監督土屋啓之助、主演宇治みさ子・若山富三郎、製作・配給新東宝、1957年2月12日公開（映倫番号 10042） - 出演、『姫君行狀記 謎の紫頭巾』題で71分の上映用プリントをNFCが所蔵[7]
- 『風雲急なり大阪城 真田十勇士総進軍』 : 監督中川信夫、脚本仲津勝義・武部弘道、主演田崎潤、製作・配給新東宝、1957年2月27日公開（映倫番号 10063）
- 『体当り殺人狂時代』 : 監督斎藤寅次郎、脚本中田竜雄、主演大宮デン助、製作・配給新東宝、1957年3月3日公開（映倫番号 10079） - 出演・「マッサージの客B」役
- 『リングの王者 栄光の世界』 : 製作佐川滉、監督石井輝男、助監督三輪彰、脚本内田弘三、主演宇津井健、製作・配給新東宝、1957年4月10日公開（映倫番号 10073） - 出演・「記者A」役
- 『日米花嫁花婿入替取替合戦』[8][9]（『日米花嫁花婿取替合戦』[11]） : 監督曲谷守平、原案湯浅金吾、脚本岡田豊、主演高島忠夫、製作・配給新東宝、1957年4月23日公開（映倫番号 10109） - 「川部守一」名義で出演・「蓬莱園の花婿A」役
- 『明治天皇と日露大戦争』 : 総指揮・原案大蔵貢、監督・原作渡辺邦男、応援監督毛利正樹、脚本館岡謙之助、主演嵐寛寿郎、製作・配給新東宝、1957年4月29日公開（映倫番号 10099） - 出演・「司会者」役、113分の上映用プリントをNFCが所蔵[7]
- 『怒濤の兄弟』 : 監督志村敏夫、脚本猪俣勝人・鈴木岬一、主演中山昭二・花岡菊子、製作・配給新東宝、1957年6月5日公開（映倫番号 10165） - 出演・「看守」役
- 『怪談累が渕』（改題『怪談 かさねが渕』） : 製作大蔵貢、監督中川信夫、原作三遊亭円朝、脚本川内康範、助監督石川義寛、主演若杉嘉津子、製作・配給新東宝、1957年7月10日公開（成人映画・映倫番号 10183） - 出演・「山田屋清太郎」役、『"怪談累が渕"より怪談かさねが渕』題で66分の上映用プリントをNFCが所蔵[7]
- 『鋼鉄の巨人 スーパージャイアンツ』 : 製作大蔵貢、監督石井輝男、脚本宮川一郎、助監督三輪彰、主演宇津井健、製作・配給新東宝、1957年7月30日公開（映倫番号 10236） - 出演、『スーパージャイアンツ 鋼鉄の巨人』題で49分の上映用プリントをNFCが所蔵[7]
- 『憲兵とバラバラ死美人』 : 製作大蔵貢、監督並木鏡太郎、原作小坂慶助、脚本杉本彰、助監督勝俣真喜治、主演中山昭二、製作・配給新東宝、1957年8月6日公開（映倫番号 10283） - 出演・「歯医者」役
- 『続鋼鉄の巨人 スーパージャイアンツ』 : 製作大蔵貢、監督石井輝男、脚本宮川一郎、助監督三輪彰、主演宇津井健、製作・配給新東宝、1957年8月13日公開（映倫番号 不明） - 出演、52分の上映用プリントをNFCが所蔵[7]
- 『鋼鉄の巨人 怪星人の魔城』 : 製作大蔵貢、監督石井輝男、脚本宮川一郎、助監督柴田吉太郎、主演宇津井健、製作・配給新東宝、1957年10月1日公開（映倫番号 10346） - 出演・「ギーの音対策委員会議員A」役
- 『鋼鉄の巨人 地球滅亡寸前』 : 製作大蔵貢、監督石井輝男、脚本宮川一郎、助監督柴田吉太郎、主演宇津井健、製作・配給新東宝、1957年10月8日公開（成人映画・映倫番号 10353） - 出演・「ギーの音対策委員会議員A」役
- 『天下の鬼夜叉姫』 : 製作大蔵貢、監督毛利正樹、原作瀬戸口寅雄、脚本中沢信・仲津勝義、主演明智十三郎・宇治みさ子、製作・配給新東宝、1957年10月8日公開（映倫番号 10343） - 出演・「三吉」役
- 『戦雲アジアの女王』 : 総指揮大蔵貢、監督野村浩将、原作棋本捨三、脚本関沢新一・小野沢寛、助監督勝俣真喜治、主演高倉みゆき、製作・配給新東宝、1957年12月28日公開（映倫番号 10340） - 出演・「橋口」役、94分の上映用プリントをNFCが所蔵[7]

- 『女の防波堤』 : 監督小森白、原作田中貴美子、脚本小山一夫・村山俊郎、主演小畑絹子、製作・配給新東宝、1958年1月4日公開（映倫番号 10499） - 出演、87分の上映用プリントをNFCが所蔵[7]
- 『女王蜂』 : 製作大蔵貢、企画佐川滉、監督田口哲、原作牧源太郎、脚本内田弘三、助監督武部弘道、主演久保菜穂子、製作・配給新東宝、1958年2月15日公開（成人映画・映倫番号 10489） - 出演・「宮川」役、70分の上映用プリントをNFCが所蔵[7]
- 『スーパー・ジャイアンツ 宇宙怪人出現』 : 製作大蔵貢、監督三輪彰、脚本宮川一郎・三輪彰、主演宇津井健、製作・配給新東宝、1958年4月28日公開（映倫番号 10613） - 出演・「一本足の男」役
- 『スター毒殺事件』 : 製作大蔵貢、監督赤坂長義、脚本蓮池義雄・葭原幸造、主演天知茂、製作・配給新東宝、1958年5月3日公開（映倫番号 10672） - 出演・「スチールマン」役
- 『不如帰』 : 製作大蔵貢、監督土居通芳、原作徳富蘆花、脚本村山俊郎・小山一夫、主演和田桂之助・高倉みゆき、製作・配給新東宝、1958年5月24日公開（映倫番号 10635） - 出演・「写真屋」役
- 『人喰海女』 : 製作大蔵貢、監督小野田嘉幹、脚本渡辺祐介・川上茂、主演三原葉子、製作・配給新東宝、1958年7月27日公開（映倫番号 10734） - 出演・「記者田村」役
- 『ソ連脱出 女軍医と偽狂人』 : 製作大蔵貢、監督曲谷守平、原作舟崎淳、脚本杉本彰、助監督土屋啓之助、主演細川俊夫、製作・配給新東宝、1958年8月31日公開（映倫番号 10717） - 出演、60分の上映用プリントをNFCが所蔵[7]
- 『重臣と青年将校 陸海軍流血史』 : 製作大蔵貢、監督土居通芳、脚本村山俊郎、主演宇津井健、製作・配給新東宝、1958年9月28日公開（映倫番号 10802） - 出演・「田中清」役

- 『大東亜戦争と国際裁判』 : 総指揮大蔵貢、監督小森白、脚本館岡謙之助、主演高田稔、製作・配給新東宝、1959年1月3日公開（映倫番号 10898）
- 『女吸血鬼』 : 製作大蔵貢、監督中川信夫、原作橘外男、脚本中沢信・仲津勝義、助監督石川義寛、主演和田桂之助、製作・配給新東宝、1959年3月7日公開（映倫番号 11075） - 出演、78分の上映用プリントをNFCが所蔵[7]
- 『続スーパー・ジャイアンツ 毒蛾王国』 : 製作大蔵貢、監督赤坂長義、脚本宮川一郎、助監督深町幸男、主演宇津井健、製作富士映画、配給新東宝、1959年4月24日公開（映倫番号 11180） - 出演・「毒殺魔」役、55分の上映用プリントをNFCが所蔵[7]
- 『東支那海の女傑』 : 製作大蔵貢、監督小野田嘉幹、原作小泉譲、脚本内田弘三・下村堯二、主演高倉みゆき、製作・配給新東宝、1959年5月15日公開（映倫番号 11193） - 出演・「劉哲選」役
- 『人形佐七捕物帖 鮮血の乳房』（『人形佐七捕物帖 鮮血の血房』） : 製作大蔵貢、監督小野田嘉幹、原作横溝正史、脚本金田光夫・小宮一彦、主演中村竜三郎、製作・配給新東宝、1959年8月4日公開（映倫番号 11307） - 出演・「居酒屋の亭主」役
- 『婦系図 湯島に散る花』 : 製作大蔵貢、監督土居通芳、脚本金田光夫、主演天知茂・高倉みゆき、製作・配給新東宝、1959年10月1日公開（映倫番号 11388） - 出演・「医者」役
- 『人形佐七捕物帖 裸姫と謎の熊男』 : 製作大蔵貢、監督山田達雄、原作横溝正史、脚本宮川一郎、主演中村竜三郎、製作・配給新東宝、1959年12月13日公開（映倫番号 11462） - 出演・「越後屋」役

### 1960年代
- 『女奴隷船』 : 製作大蔵貢、監督小野田嘉幹、原作舟崎淳、脚本田辺虎男、主演菅原文太、製作・配給新東宝、1960年1月3日公開（映倫番号 11593） - 出演・「陳」役
- 『大虐殺』 : 製作大蔵貢、監督小森白、脚本内田弘三、助監督橋田寿久年、主演天知茂・北沢典子、製作・配給新東宝、1960年1月30日公開（映倫番号 11365） - 出演・「武藤勇次郎」役、94分の上映用プリントをNFCが所蔵[7]
- 『地下帝国の死刑室』 : 製作大蔵貢、監督並木鏡太郎、原作棋本捨三、脚本葉山浩三・志原弘、主演宇津井健、製作・配給新東宝、1960年2月14日公開（映倫番号 11840） - 出演・「寺西」役
- 『黄線地帯 イエローライン』 : 製作大蔵貢、企画佐川滉、監督・脚本石井輝男、助監督武部弘道、主演吉田輝雄、製作・配給新東宝、1960年4月29日公開（映倫番号 11828） - 出演・「詩人」役、26分短縮版の上映用プリントをNFCが所蔵[7]
- 『太陽と血と砂』 : 製作大蔵貢、監督小野田嘉幹、脚本佐々木正彦・西沢裕子、主演松原緑郎、製作・配給新東宝、1960年7月22日公開（映倫番号 11600） - 出演・「ヨットハーバーの主人」役
- 『反逆児』 : 製作大蔵貢、監督小林悟、脚本金田光夫、主演浅見比呂志、製作富士映画、配給新東宝、1960年8月26日公開（映倫番号 11913） - 出演・「会計係」役
- 『花嫁吸血魔』 : 製作大蔵貢、監督並木鏡太郎、原作七条門、脚本長崎一平、助監督勝俣真喜治、主演池内淳子、製作・配給新東宝、1960年8月27日公開（映倫番号 不明）
- 『女王蜂と大学の竜』（『女王蜂と大学の龍』） : 製作大蔵貢、監督石井輝男、原案牧源太郎、脚本内田弘三・石井輝男、主演三原葉子・吉田輝雄、製作・配給新東宝、1960年9月1日公開（映倫番号 11453） - 出演・「土橋組兄貴株の男」役
- 『トップ屋を殺せ』 : 製作大蔵満彦、監督高橋典、脚本石原慎太郎、主演天知茂、製作富士映画、配給新東宝、1960年9月8日公開（映倫番号 11812） - 出演・「中川の秘書官」役
- 『暴力五人娘』 : 製作大蔵貢、監督曲谷守平、脚本岡戸利秋・葉山浩三、主演万里昌代、製作・配給新東宝、1960年12月27日公開（映倫番号 11492） - 出演・「デスク」役
- 『凸凹珍道中』 : 製作・監督近江俊郎、脚本近江俊郎・松井稔、主演由利徹・南利明、製作富士映画、配給新東宝、1960年12月27日公開（映倫番号 11778） - 出演、73分の上映用プリントをNFCが所蔵[7]

- 『女王蜂の逆襲』 : 企画佐川滉、監督小野田嘉幹、脚本内田弘三、助監督下村堯二、主演三原葉子、製作・配給新東宝、1961年1月15日公開（映倫番号 12080） - 出演、74分の上映用プリントをNFCが所蔵[7]
- 『恋愛ズバリ講座』 : 監督三輪彰・石川義寛・石井輝男、製作・配給新東宝、1961年1月21日公開（オムニバス・映倫番号 12171）
  - 『第一話 吝嗇』 : 監督三輪彰、脚本武部弘道・神谷吉彦・中村経美、構成並木鏡太郎・土居通芳、主演天知茂・小畠絹子 - 出演
- 『誰よりも金を愛す』 : 監督斎藤寅次郎、脚本笠原良三、助監督大貫正義、主演三木のり平、製作・配給新東宝、1961年2月2日公開（映倫番号 12097） - 出演・「坂崎(団地の住人)」役、85分の上映用プリントをNFCが所蔵[7]
- 『俺は都会の山男』 : 監督小野田嘉幹、脚本七条門・福田良二、主演吉田輝雄、製作・配給新東宝、1961年2月22日公開（映倫番号 12211） - 出演・「中川編集長」役
- 『「粘土のお面」より かあちゃん』 : 監督中川信夫、原作豊田正子、脚本館岡謙之助、助監督柴田吉太郎、主演伊藤雄之助、製作・配給新東宝、1961年3月15日公開（映倫番号 12212） - 出演・「団子屋」役
- 『東京の夜は泣いている』 : 監督曲谷守平、脚本柳川創造・大野康豊・橋野芝夫、主演松尾和子、製作・配給新東宝、1961年3月22日公開（成人映画・映倫番号 12255） - 出演・「バーテン塚本」役
- 『私は嘘は申しません』 : 製作柴田万三、監督齋藤寅次郎、原作・助監督大貫正義、脚本館岡謙之助・朝日奈喬、主演松原緑郎、製作しばたプロダクション、配給新東宝、1961年4月5日公開（映倫番号 12291） - 出演、81分の上映用プリントをNFCが所蔵[7]
- 『お笑い三人組 泣き虫弱虫かんの虫の巻』（『お笑い三人組 泣き虫弱虫かんの虫』） : 監督小野田嘉幹、原作名和青朗、脚本七条門・福田良二、主演江戸家猫八・一竜斎貞鳳・三遊亭小金馬、製作・配給新東宝、1961年4月26日公開（映倫番号 12297） - 出演・「マルコフ」役
- 『お笑い三人組 怪しい奴にご用心』 : 監督小野田嘉幹、原作名和青朗、脚本小野田嘉幹・土野暉三、主演江戸家猫八・一竜斎貞鳳・三遊亭小金馬、製作・配給新東宝、1961年5月10日公開（映倫番号 12298） - 出演・「ブルッチョウ首相」役
- 『風雲新撰組』 : 監督毛利正樹、脚本田辺虎男、主演嵐寛寿郎、製作綜芸プロダクション、配給新東宝、1961年5月17日公開（映倫番号 12269） - ナレーション
- 『恐怖のミイラ』第4話『墓地の怪人』 : 監督田村正蔵、脚本御手俊治、主演松原緑郎、製作宣弘社プロダクション、1961年7月25日放映（テレビ映画）

- 『俺が裁くんだ』 : 監督橋田寿久年、脚本飯田光雄・渡辺祐介、主演松原緑郎、製作新東宝、配給日活、1962年2月11日公開（映倫番号 12391） - 出演・「森永」役
- 『不完全結婚』 : 監督木元健太・小林悟、脚本木谷健一、助監督小川欽也、主演松原緑郎・香取環、製作純潔映画研究会、配給大蔵映画、1962年5月1日公開（成人映画・映倫番号 12787） - 出演、57分の上映用プリントをNFCが所蔵[7]
- 『隠密剣士』第4話『落日の仇討』 : 監督船床定男、脚本加藤泰・伊上勝、主演大瀬康一、製作宣弘社プロダクション、1962年10月28日放映（テレビ映画）

- 『彼女と彼』 : 監督羽仁進、脚本清水邦夫・羽仁進、主演左幸子・岡田英次、製作岩波映画製作所、配給ATG、1963年10月18日公開（映倫番号 13333） - 出演・「刑事」役、113分の上映用プリントをNFCが所蔵[7]
- 『特別機動捜査隊』第92回『歪んだ太陽』 : 監督大岡紀、脚本大和久守正、主演波島進、製作東映テレビプロダクション、1963年7月31日放映（テレビ映画）
- 『浅草の灯』 : 監督広渡一郎、原作浜本浩、脚本植草圭之助、主演夏川大二郎、製作東映、1963年9月29日放映（テレビ映画・シオノギ日本映画名作ドラマ）

- 『0歳の女』 : 製作小森白・前川元成、監督大滝翠、脚本西田洋、主演可能かづ子、製作小森プロダクション、配給新東宝興業、1964年4月公開（成人映画・映倫番号 13570） - 主演・役名不明
- 『青い乳房の埋葬』 : 製作小森白、監督・脚本大滝翠、主演森美沙、製作・配給新東宝映画、1964年5月26日公開（成人映画・映倫番号 13609）
- 『特別機動捜査隊』第139回『密航』 : 監督永野靖忠、脚本村田武雄、主演波島進、製作東映テレビプロダクション、1964年6月24日放映（テレビ映画）
- 『渇いた唇』 : 製作小森白、監督・脚本大滝翠、主演森美沙、製作小森プロダクション、配給新東宝興業、1964年9月2日公開（成人映画・映倫番号 13696）
- 『特別機動捜査隊』第156回『みだれ』 : 監督奥中惇夫、脚本村田武雄、主演波島進、製作東映テレビプロダクション、1964年10月21日放映（テレビ映画）

- 『特別機動捜査隊』 : 第175回『雛まつり』 : 監督柴田鉄蔵、脚本柳節也、主演波島進、製作東映テレビプロダクション、1965年3月3日放映（テレビ映画）
- 『艶説四谷怪談』 : 監督藤田潤八、脚本、主演左京未知子、製作東京放映、1965年5月公開（成人映画・映倫番号 不明） - 主演
- 『女ざかり』 : 製作小林一二三、監督小森白、脚本、主演橘桂子、製作KPC、配給新東宝興業、1965年11月公開（成人映画・映倫番号 14278）
- 『情事に賭けろ』 : 監督千葉隆志、脚本中原朗、主演火鳥こずえ、製作・配給葵映画、1965年12月公開（成人映画・映倫番号 14327）
- 『番頭お色け日記』（『番頭お色気日記』） : 監督藤田尚、脚本池田正一、主演久保春二、製作IOFプロダクション、配給ヒロキ映画、1966年1月公開（成人映画・映倫番号 14361） - 出演・「大町」役

- 『特別機動捜査隊』第284回『こどもの暦』 : 監督松島稔、脚本横山保朗、主演波島進、製作東映テレビプロダクション、1967年4月5日放映（テレビ映画）
- 『特別機動捜査隊』第370回『挑戦』 : 監督松島稔、脚本小川記正、主演波島進、製作東映テレビプロダクション、1968年11月27日放映（テレビ映画）
- 『まぼろしの都 平泉』 : 撮影沢田勝、製作東京福原フィルムス、1968年11月完成（文化映画） - 解説・「秋田謙三」名義で演出
- 『怪奇ロマン劇場』第4回『美しき亡霊』 : 監督北村秀敏、脚本小林久三、主演市川和子、製作東映、1969年8月2日放映（テレビ映画）

### 1970年代
- 『特別機動捜査隊』第427回『日本人』 : 監督・脚本不明、主演波島進、製作東映テレビプロダクション、1970年1月7日放映（テレビ映画）
- 『江戸川乱歩シリーズ 明智小五郎』第4回『ダイヤモンドを喰う女 黒蜥蜴より』 : 監督石川義寛、脚本長谷川公之・宮田達男、主演滝俊介、製作東映、1970年4月25日放映（テレビ映画）
- 『江戸川乱歩シリーズ 明智小五郎』第14回『恐怖シリーズ 人喰い人間』 : 監督・脚本石川義寛、主演滝俊介、製作東映、1970年7月11日放映（テレビ映画）
- 『さえてるやつら』 : 監督吉松安弘、原作右遠俊郎、脚本広瀬浜吉、主演三ツ木清隆、製作東宝・新星映画社、配給東宝、1973年5月12日公開（映倫番号 17193） - 出演・「数学の先生」役
- 『特別機動捜査隊』第631回『大爆発』 : 監督・脚本不明、主演波島進、製作東映テレビプロダクション、1973年12月5日放映（テレビ映画）
- 『破れ傘刀舟 悪人狩り』第2回 : 監督土居通芳、脚本浅間虹児、主演萬屋錦之介、製作三船プロダクション、1974年10月8日放映（テレビ映画）

- 『特別機動捜査隊』第717回『わたしが殺した男』 : 監督中村経美、脚本西沢治、主演波島進、製作東映テレビプロダクション、1975年8月6日放映（テレビ映画）
- 『夜明けの刑事』第85回『爆弾男 結婚式を乗っ取る!!』 : 監督手銭弘喜、脚本田口耕三、主演坂上二郎、製作大映テレビ、1975年9月15日放映（テレビ映画）

- 『大江戸捜査網 4』第105回・通算第235回『恐怖の町人斬り』 : 監督松尾昭典、脚本中野顕彰・山崎巌、主演里見浩太朗、製作三船プロダクション、1976年3月20日放映（テレビ映画）
- 『花神』 : 原作司馬遼太郎、脚本大野靖子、主演中村梅之助、製作NHK（連続テレビドラマ・大河ドラマ） - 出演・「鷹司政通」役
  - 第29回『馬関攘夷戦争』 : 演出斎藤暁、1977年7月17日放送
  - 第45回『鳥羽伏見の戦い』 : 演出村上祐二、1977年11月6日放送
  - 第46回『京の軍務官』 : 演出門脇正美、1977年11月13日放送
- 『特別機動捜査隊』第798回『大都会の魔手』 : 監督太田成徳、脚本吉田進、主演波島進、製作東映テレビプロダクション、1977年3月9日放映（テレビ映画）
- 『岸辺のアルバム』第4話 : 演出片島謙二、原作・脚本山田太一、主演八千草薫、製作TBS、1977年7月15日放送（テレビドラマ）
- 『大江戸捜査網』第177回・通算第307回『初見参お銀 仇討ち始末』 : 監督長谷部安春、原案日活、脚本胡桃哲、主演里見浩太朗、製作三船プロダクション、1977年9月24日放映（テレビ映画）
- 『大江戸捜査網』第187回・通算第317回『傷だらけ 涙の人情駕籠』 : 監督外山徹、原案日活、脚本山浦弘靖、主演里見浩太朗、製作三船プロダクション、1977年12月3日放映（テレビ映画）
- 『日本の戦後』第8回『審判の日』 : 演出不明、脚本鈴木肇、主演小沢栄太郎、製作NHK、1977年12月22日放映（テレビドラマ）

- 『大江戸捜査網』第197回・通算第327回『身代わり親娘 涙の絶唱』 : 監督小澤啓一、原案日活、脚本中野顕彰、主演里見浩太朗、製作三船プロダクション、1978年2月18日放映（テレビ映画）
- 『花神 総集編』第3回 : 演出斎藤暁、原作司馬遼太郎、脚本大野靖子、主演中村梅之助、製作NHK、1978年3月25日放送（連続テレビドラマ・大河ドラマ） - 出演・「鷹司政通」役
- 『大江戸捜査網』第207回・通算第337回『御用金強奪の罠』 : 監督松尾昭典、原案日活、脚本蘇武道夫、主演里見浩太朗、製作三船プロダクション、1978年4月29日放映（テレビ映画）
- 『続あかんたれ』第140回 : 監督平松敏男、原作・脚本花登筐、主演志垣太郎、製作東宝・東海テレビ放送、1978年9月8日放映（テレビ映画） - 出演・「老紳士」役（大連の港で息子の嫁を待つ）
- 『大江戸捜査網』第219回・通算第349回『過去を裁く挑戦状』 : 監督小澤啓一、原案日活、脚本服部一久、主演里見浩太朗、製作三船プロダクション、1978年7月22日放映（テレビ映画）
- 『白い巨塔』 : 原作山崎豊子、脚本鈴木尚之、主演田宮二郎、製作田宮企画・フジプロダクション（テレビ映画） - 出演・「則内教授」（浪速大学医学部付属病院長）役
  - 第8回 : 監督小林俊一、1978年7月22日放映
  - 第9回 : 監督小林俊一、1978年7月29日放映
  - 第10回 : 監督小林俊一、1978年8月5日放映
  - 第13回 : 監督青木征雄、1978年8月26日放映
  - 第22回 : 監督小林俊一、1978年10月28日放映
- 『大江戸捜査網』第225回・通算第355回『錠前破り 男の挽歌』 : 監督内出好吉、原案日活、脚本服部一久、主演里見浩太朗、製作三船プロダクション、1978年9月2日放映（テレビ映画）

- 『女と味噌汁』第37回 : 演出山本和夫、脚本平岩弓枝、主演池内淳子・山岡久乃、製作TBS、1979年1月7日放送（東芝日曜劇場第1152回） - 「川辺修詩」名義で出演
- 『日本巌窟王』 : 製作NHK、1979年1月10日 - 同年6月27日放送（連続テレビドラマ） - 出演・「久世民部」役
- 『草燃える』 : 原作永井路子、脚本中島丈博、製作NHK、1979年1月7日 - 同年12月23日放送（連続テレビドラマ・大河ドラマ・全51回） - 出演・「吉田経房」および「飛鳥井頼経」役
- 『西部警察』 : 主演渡哲也、製作石原プロモーション（連続テレビ映画）
  - 第1回『無防備都市 前篇』 : 監督渡辺拓也、脚本永原秀一、1979年10月14日放映（テレビ映画）
  - 第4回『マシンガン狂詩曲』 : 監督渡辺拓也、脚本浅井達也、1979年11月4日放映（テレビ映画）

### 1980年代
- 『女と味噌汁』第38回 : 演出山本和夫、脚本平岩弓枝、主演池内淳子・山岡久乃、製作TBS、1980年1月6日放送（東芝日曜劇場第1204回） - 「川辺修詩」名義で出演
- 『松本清張シリーズ・天才画の女』 : 演出高橋康夫・中里毅、脚本高橋玄洋、主演竹下景子、製作NHK、1980年4月5日 - 同19日放送（連続テレビドラマ・土曜ドラマ・全3回） - 出演・「役員」役
- 『西部警察』 : 主演渡哲也、製作石原プロモーション（連続テレビ映画）
  - 第30回『絶命・炎のハーレー』 : 監督澤田幸弘、脚本峯尾基三、1980年5月4日放映（テレビ映画）
  - 第44回『ロング・グッドバイ』 : 監督西村潔、脚本柏原寛司、1980年8月17日放映（テレビ映画）
  - 第55回『新人ジョーの夜明け』 : 監督小澤啓一、脚本新井光、1980年11月2日放映（テレビ映画）
- 『空の城』 : 演出和田勉、原作松本清張、脚本大野靖子、主演山﨑努、製作NHK、1980年12月5日 - 同13日放映（連続テレビドラマ・全4回） - 出演・「白井頭取（共立銀行頭取）」役
- 『仮面ライダースーパー1』第10回『危うし! 悪魔のクリスマスプレゼント』 : 監督小西通雄、脚本土筆勉、主演高杉俊价、製作東映、1980年12月19日放映（テレビ映画） - 出演・「学者」役

- 『おんな太閤記』 : 1981年放送（連続テレビドラマ・大河ドラマ） - 出演・「増田長盛」役
- 『男子の本懐』 : 演出村上佑二、原作城山三郎、脚本山内久、主演北大路欣也、製作NHK、1981年1月4日放送（テレビドラマ）
- 『ザ・ハングマン』第11回『魔性の母と狼の息子』 : 監督小西通雄、脚本石松愛弘、主演林隆三、製作松竹芸能、1981年1月30日放映（テレビ映画）
- 『噂の刑事トミーとマツ』第64回『アリ?!トミー人質 マツは医者』 : 監督井上芳夫、脚本山本邦彦、主演国広富之・松崎しげる、製作大映テレビ、1981年3月17日放映（テレビ映画）
- 『西部警察』 : 主演渡哲也、製作石原プロモーション（連続テレビ映画）
  - 第67回『狙われた木暮課長』 : 監督渡辺拓也、脚本大野武雄、1981年1月25日放映（テレビ映画） - 医師
  - 第75回『平尾一兵、危機一髪』 : 監督宮越澄、脚本柏原寛司、1981年3月22日放映（テレビ映画） - 銀行支店長
  - 第107回『暴走トラック炎上!』 : 監督渡辺拓也、脚本宮田雪、1981年12月6日放映（テレビ映画） - 医師
- 『連合艦隊』 : 製作田中友幸、監督松林宗恵、脚本須崎勝弥、主演小林桂樹、製作東宝映画、配給東宝、1981年8月8日公開（映倫番号 110224） - 出演、145分の上映用プリントをNFCが所蔵[7]

- 『西部警察』第117回『眼を開け!カウボーイ』 : 監督小澤啓一、脚本那須真知子、主演渡哲也、製作石原プロモーション、1982年2月14日放映（テレビ映画）
- 『あまく危険な香り』第1回 : 演出服部晴治、脚本北村篤子、主演倍賞千恵子、製作TBS、1982年3月19日放送（テレビドラマ） - 出演・「小田切商会の役員」役
- 『鬼平犯科帳』第7回『雨引の文五郎』 : 監督高瀬昌弘、脚本安倍徹郎、主演萬屋錦之介、製作東宝・中村プロダクション、1982年6月1日放映（テレビ映画） - 出演・「井上立泉」役
- 『ザ・ハングマンII』最終話『影との対決 ハングマン散る!』 : 監督永野靖忠、脚本中村勝行、主演黒沢年男、製作松竹芸能、1982年12月24日放映（テレビ映画）

- 『徳川家康』 : 1983年放送（連続テレビドラマ・大河ドラマ） - 出演・「今井宗久(堺の豪商)」役
- 『勇者は語らず いま、日米自動車戦争は』第1回・第3回 : 演出和田勉、原作城山三郎、脚本岩間芳樹、主演丹波哲郎、製作NHK、1983年2月7日・9日放送（テレビドラマ） - 出演・「工場長」役
- 『新ハングマン』第23回『美女をエサにする国際サラ金』 : 監督児玉進、脚本中村勝行、主演名高達郎、製作松竹芸能、1984年1月20日放映（テレビ映画）
- 『山河燃ゆ』 : 1984年1月8日 - 同年12月23日放送（連続テレビドラマ・大河ドラマ・全51回） - 出演・「武藤章(陸軍軍務局長)」
- 『ザ・ハングマン4』第6回『人材バンクが殺人犯を仕立てる!』 : 監督永野靖忠、脚本柏原寛司、主演名高達郎、製作松竹芸能、1984年10月26日放映（テレビ映画）
- 『東京の秋』 : 演出井下靖央、脚本山田太一、主演岸惠子、製作TBS、1985年11月10日・17日放送（テレビドラマ・東芝日曜劇場）
- 『時にはいっしょに』第6回 : 演出河村雄太郎、脚本山田太一、主演伊東ゆかり、製作フジテレビジョン、1986年11月20日放送（テレビドラマ）
- 『おヒマなら来てよネ!』第7回『ねえ! 私の恋を受けとめて』 : 演出小野原和宏、脚本伴一彦、主演中山美穂、製作フジテレビジョン、1987年12月10日放送（テレビドラマ）

- 『マルサの女2』 : 製作玉置泰・細越省吾、監督・脚本伊丹十三、主演宮本信子、製作伊丹プロダクション、配給東宝、1988年1月15日公開（映倫番号 112540） - 出演・「地鎮祭の客」役、128分の上映用プリントをNFCが所蔵[7]
- 『君の瞳をタイホする!』第8回『俺達美女に変身? 秘密クラブ潜入大作戦』 : 演出松田秀知、脚本関澄一輝、主演陣内孝則・浅野ゆう子、製作フジテレビジョン、1988年1月22日放送（テレビドラマ）
- 『殿様ごっこ』 : 演出松本守正、原作山口洋子、脚本冨川元文、主演桃井かおり、製作NHK、1988年10月31日 - 同年11月18日放送（テレビドラマ・銀河テレビ小説・全15回）
- 『詩城の旅びと』 : 演出吉村芳之、脚本寺内小春、主演緒形拳（テレビドラマ・ドラマ10・全15回）
  - 第1話『投書の女』 : 1989年10月9日放送（テレビドラマ）
  - 最終話『愛の運命(さだめ)』 : 1989年11月6日放送（テレビドラマ）

### 1990年代
- 『もう誰も愛さない』第12回 : 演出楠田泰之、脚本吉本昌弘、主演吉田栄作、製作アベクカンパニー、1991年6月27日放送（テレビドラマ）
- 『ジュニア・愛の関係』第1回 : 演出藤田明二、脚本長坂秀佳、主演高嶋政伸、製作共同テレビジョン、1992年4月16日放送（テレビドラマ） - 「川辺修詩」名義で出演

## ビブリオグラフィ
国立国会図書館蔵書を中心とした一覧である。

### 論文・随筆
- 「『大阪物語』批評」川部修詩 : 『キネマ旬報』第176号通巻第991号所収、キネマ旬報社、1957年5月発行、p.79. - 『大阪物語』論
- 「『追想』におけるバーグマン」川部修詩 : 『キネマ旬報』第180号通巻第995号所収、キネマ旬報社、1957年7月発行、p.46. - 『追想』論
- 「『気違い部落』シナリオ批評」川部修詩 : 『キネマ旬報』第185号通巻第1000号所収、キネマ旬報社、1957年9月発行、p.88. - 『気違い部落』論
- 「あるカツキチの映画史」川部修詩 : 『歴史読本』第24巻第12号通巻第307号所収、新人物往来社、1979年10月発行、p.44-45.

### 単著
- 『B級巨匠論 中川信夫研究』、静雅堂、1983年8月発行 ISBN 4915366014 - 中川信夫の研究書
- 『活狂（かつどうきちがい）エイガ学校』、静雅堂、1987年12月発行 ISBN 4915366081
- 『霊との正しい交際法 悪霊はあなたの家系すべてに祟る!』、主婦の友社、1989年8月発行 ISBN 4079320639